# Bartosz Kapustka
Bartosz Kapustka [bartoš kapustka] (* 23. prosince 1996, Tarnów, Polsko) je polský fotbalový záložník a reprezentant, od léta 2016 hráč klubu Leicester City FC.

## Klubová kariéra
- Tarnovia Tarnów (mládež)
- Hutnik Kraków (mládež)
- Tarnovia Tarnów (mládež)
- Cracovia (mládež)
- Cracovia 2014–2016[1]
- Leicester City FC 2016–[2]

## Reprezentační kariéra
Kapustka byl členem polských mládežnických reprezentací od kategorie U17.
V polském národním A-mužstvu debutoval 7. 9. 2015 v kvalifikačním utkání na EURO 2016 ve Varšavě proti týmu Gibraltaru. K vysoké výhře 8:1 přispěl jednou vstřelenou brankou. Tato kvalifikace byla pro Poláky úspěšná, dokázali postoupit na EURO 2016 ve Francii z druhého místa ve skupině.
Trenér Adam Nawałka jej zařadil do závěrečné 23členné nominace na EURO 2016 ve Francii.